# Ottersbek
Die Ottersbek ist ein Bach in den Hamburger Stadtteilen Lokstedt und Eimsbüttel, der heute weitgehend verrohrt ist.
Sie besitzt einen Nebengraben und ist heute der einzige erkennbare Zufluss der Isebek, die zum Kanal ausgebaut wurde. Diese mündet in die Alster.

## Name
Die Ottersbek wird 1339 erstmals schriftlich erwähnt (Ottersbeke). Das Bestimmungswort leitet sich von einem Personennamen *Otter ab.
Der Bach ist Namensgeber der Ottersbekallee am Eimsbütteler Park „Am Weiher“.

## Verlauf
Sie beginnt verrohrt an der Von-Eicken-Straße und verläuft südwärts, unter dem Azaleenweg und der Straße Herlingsburg hindurch. Am Ende der Sackgasse Deepenstöcken beginnt ihr offener Verlauf. Sie durchfließt ein Rückhaltebecken, wo sie ihren einzigen Nebengraben aufnimmt. Sie verläuft weiter offen unter der Straße Sorthmannweg und Bötelkamp hindurch. Kurz vor der Straße Eidelstedter Weg fließt sie wieder unterirdisch weiter, unter der Telemannstraße, dem Heußweg, dem Lastropsweg und der Ottersbekallee hindurch. Sie durchfließt dann den Weiher im Eimsbütteler Park „Am Weiher“, danach verläuft sie verrohrt unter den Straßen Im Gehölz, der Alardusstraße und dem Eppendorfer Weg hindurch, dann wieder kurz offen, kurz verrohrt und nach der Tresckowstraße wieder offen. Weiter verläuft sie unterirdisch unter der Bismarckstraße und für die letzte kurze Strecke offen bis zur Mündung in den Isebekkanal.

## Fotos (Auswahl)

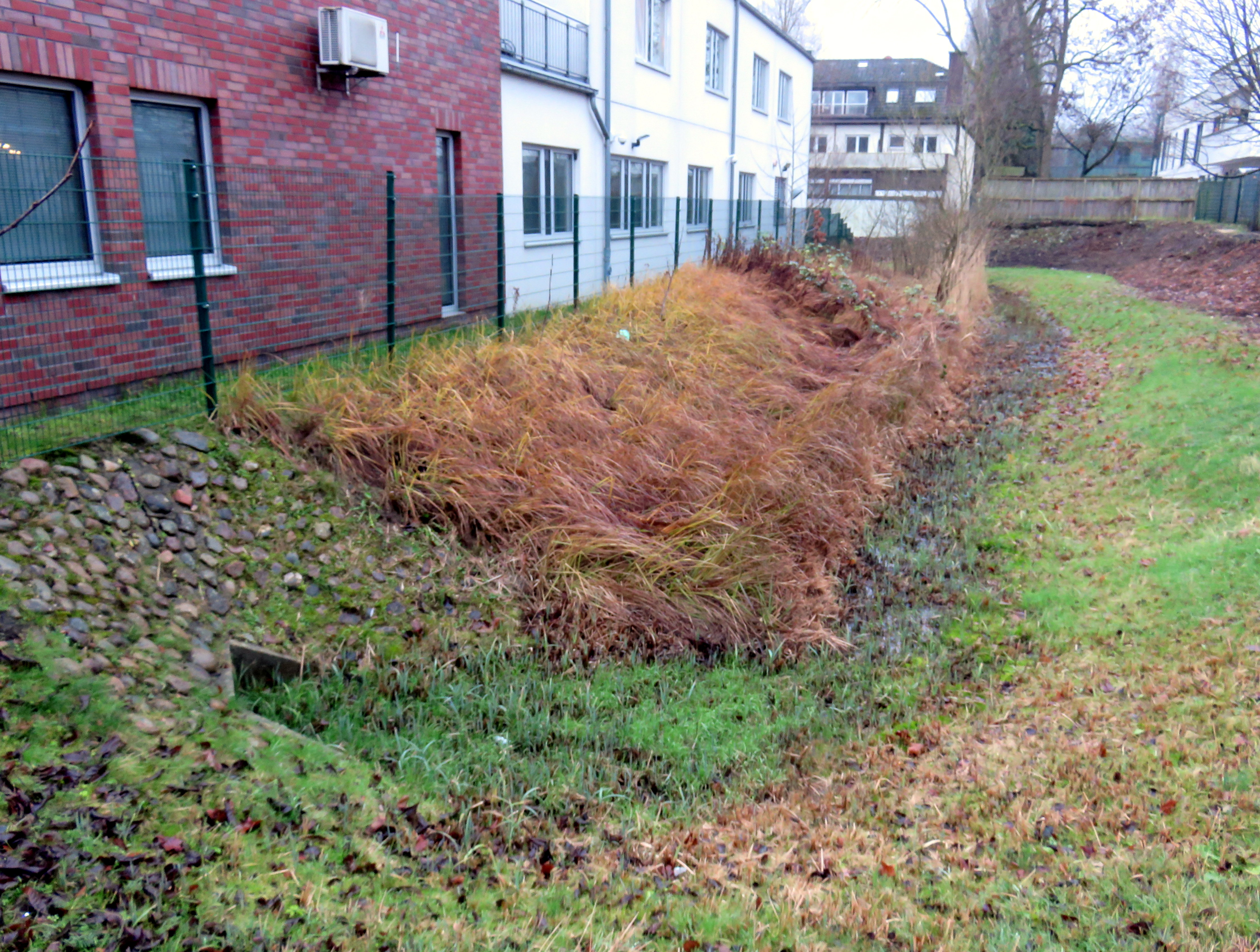
Austritt Deepestücken
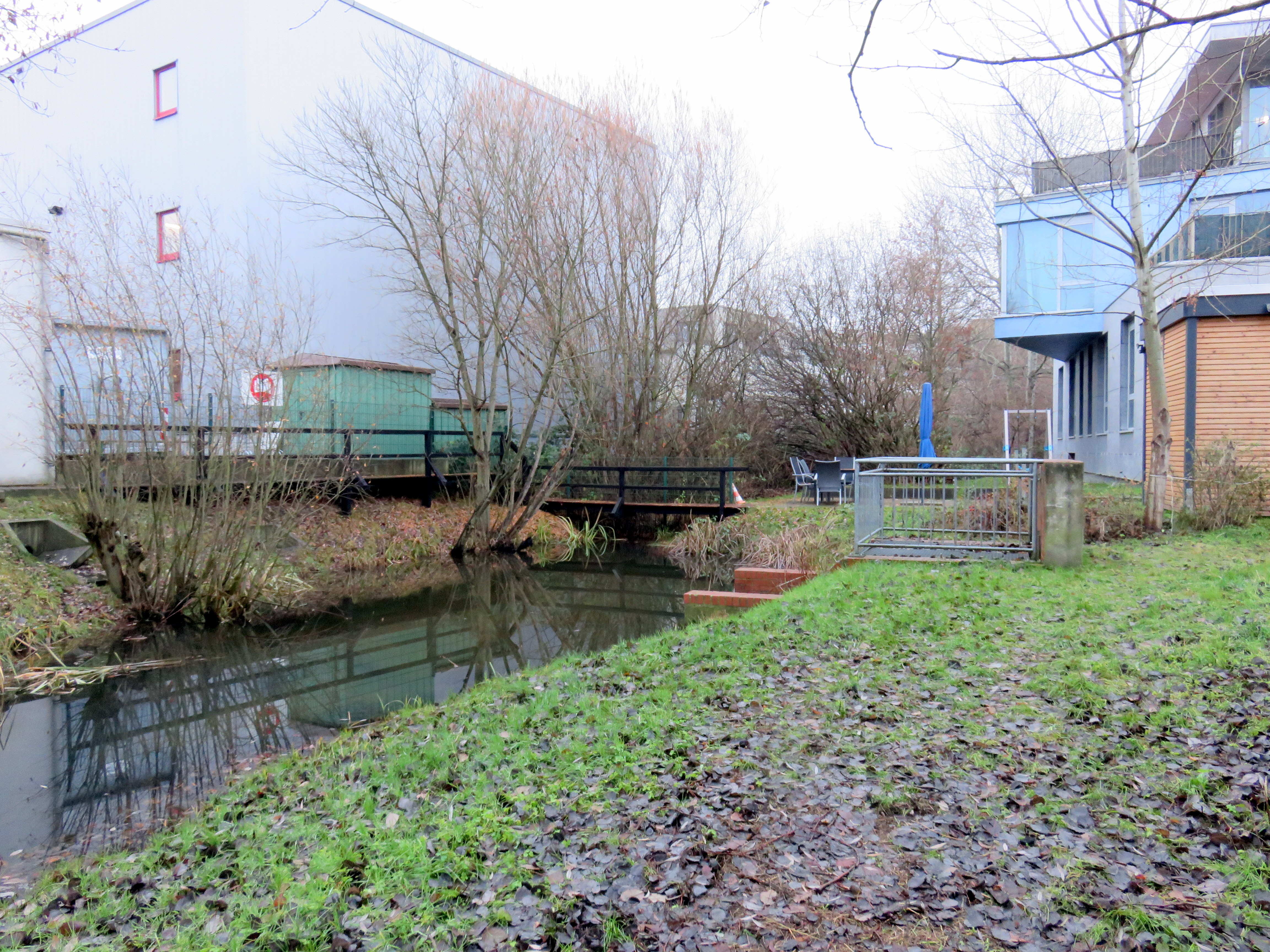
Auffangbecken und Nebengrabenzufluss Sorthmannweg
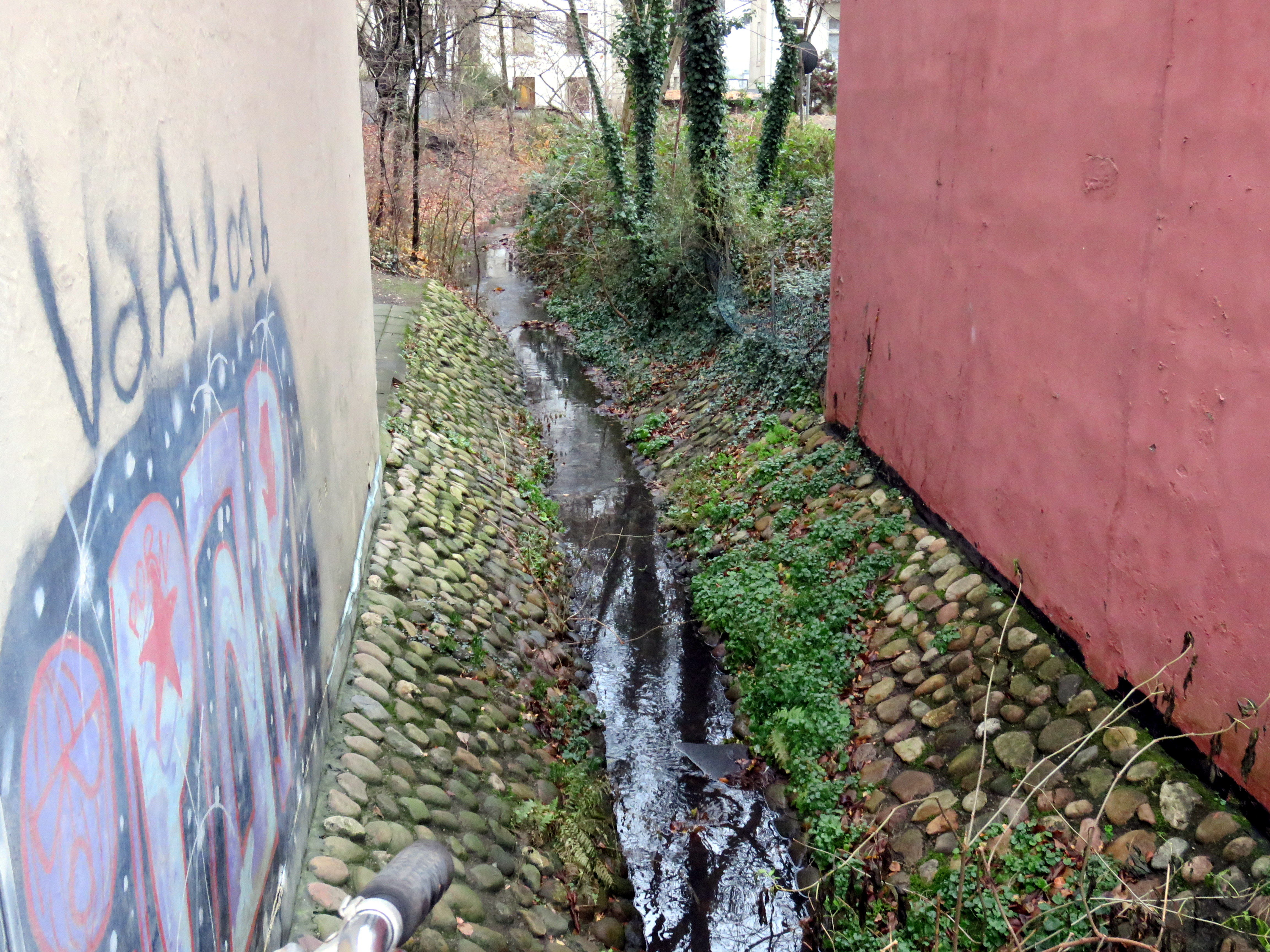
Tresckowstraße Abfluss
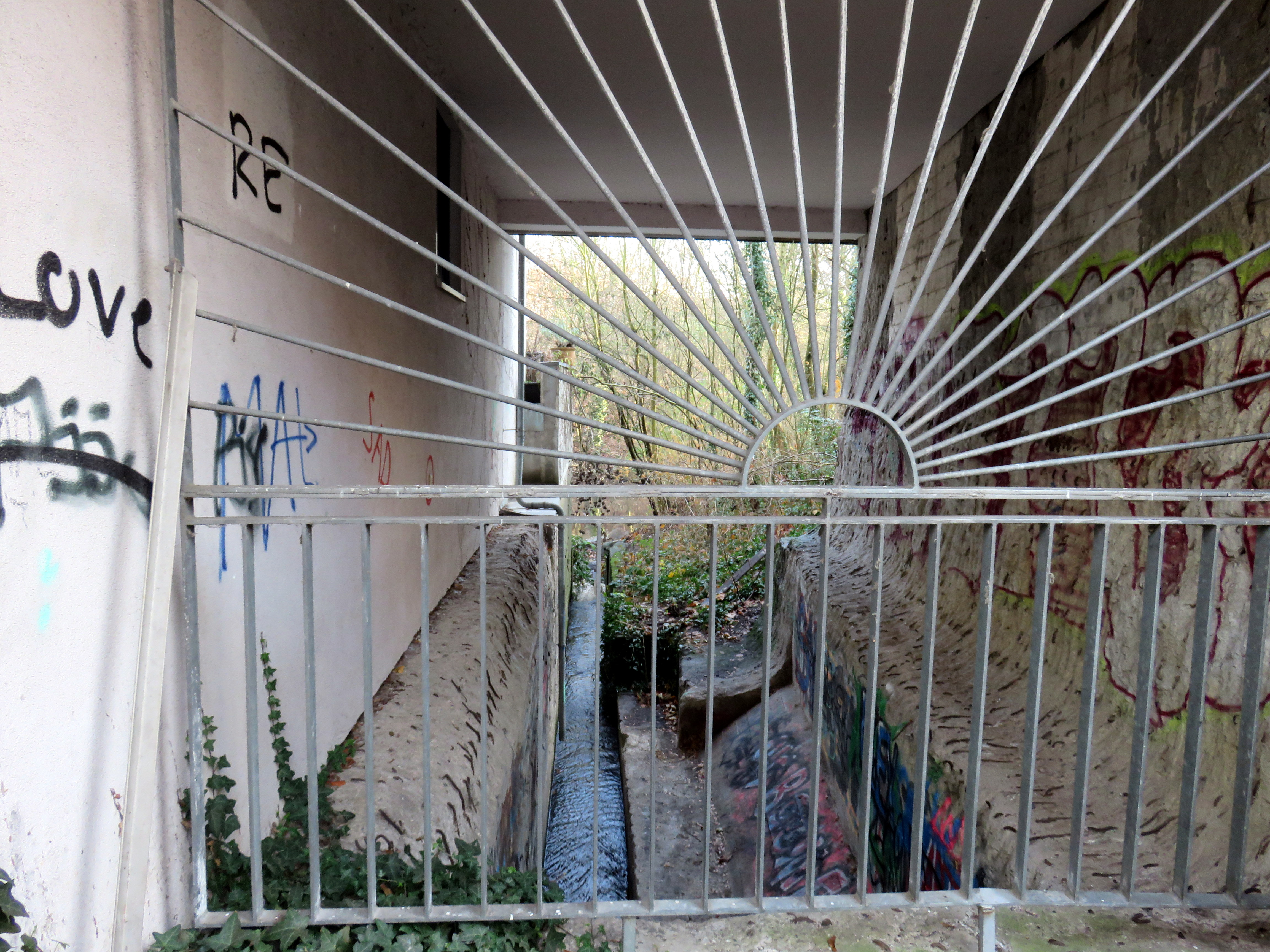
Abfluss Bismarckstraße
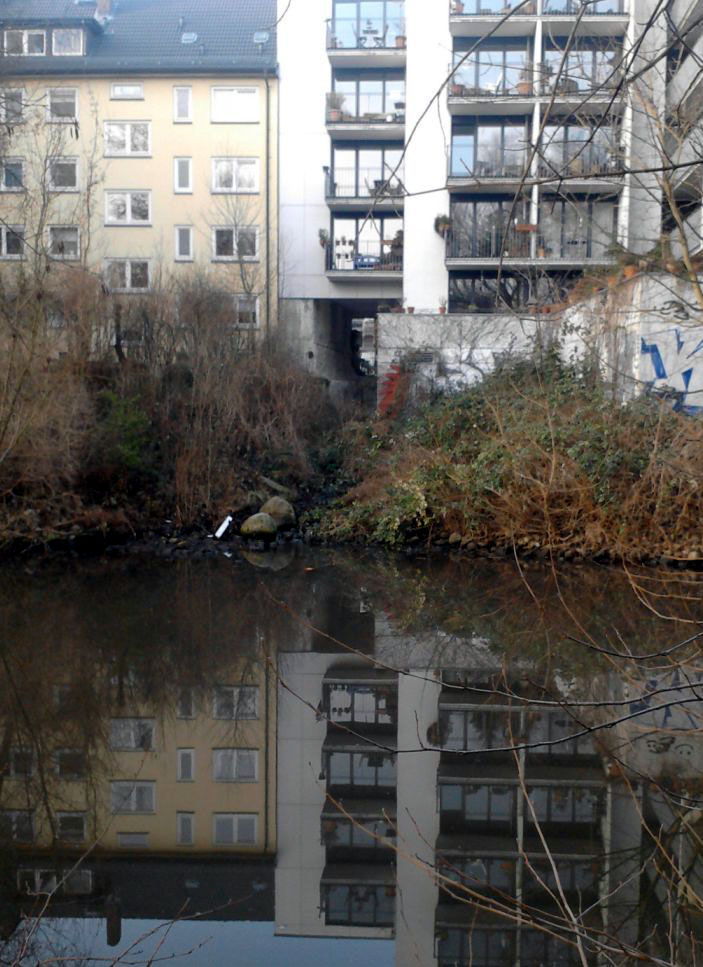
Zufluss Isbekkanal